# Liste der Mitglieder der American Academy of Arts and Sciences/1899
Im Jahr 1899 wählte die American Academy of Arts and Sciences 12 Personen zu ihren Mitgliedern.

## Neugewählte Mitglieder
- Benjamin Baker (1840–1907)
- Maxime Bôcher (1867–1918)
- Oliver Heaviside (1850–1925)
- Rudyard Kipling (1865–1936)
- Henry Lefavour (1862–1946)
- Arthur Amos Noyes (1866–1936)
- William Fogg Osgood (1864–1943)
- Charles Russell of Killowen (1832–1900)
- John Singer Sargent (1856–1925)
- Henry Paul Talbot (1864–1927)
- Oliver Fairfield Wadsworth (1838–1911)
- Charles Doolittle Walcott (1850–1927)